# Manuel Ezequiel Bruzual
Manuel Ezequiel Bruzual (Santa Marta, 1830 — Curaçao, 15 de agosto de 1868) foi um político venezuelano, presidente da Venezuela de 25 de abril a 28 de junho de 1868.